# Pałac Woroncowa w Odessie
Pałac Woroncowa (ukr. Воронцовський палац) – pałac w Odessie, zabytek XIX-wiecznej architektury należący przed 1914 rokiem do rodziny Woroncowów, znajduje się na końcu Bulwaru Nadmorskiego.

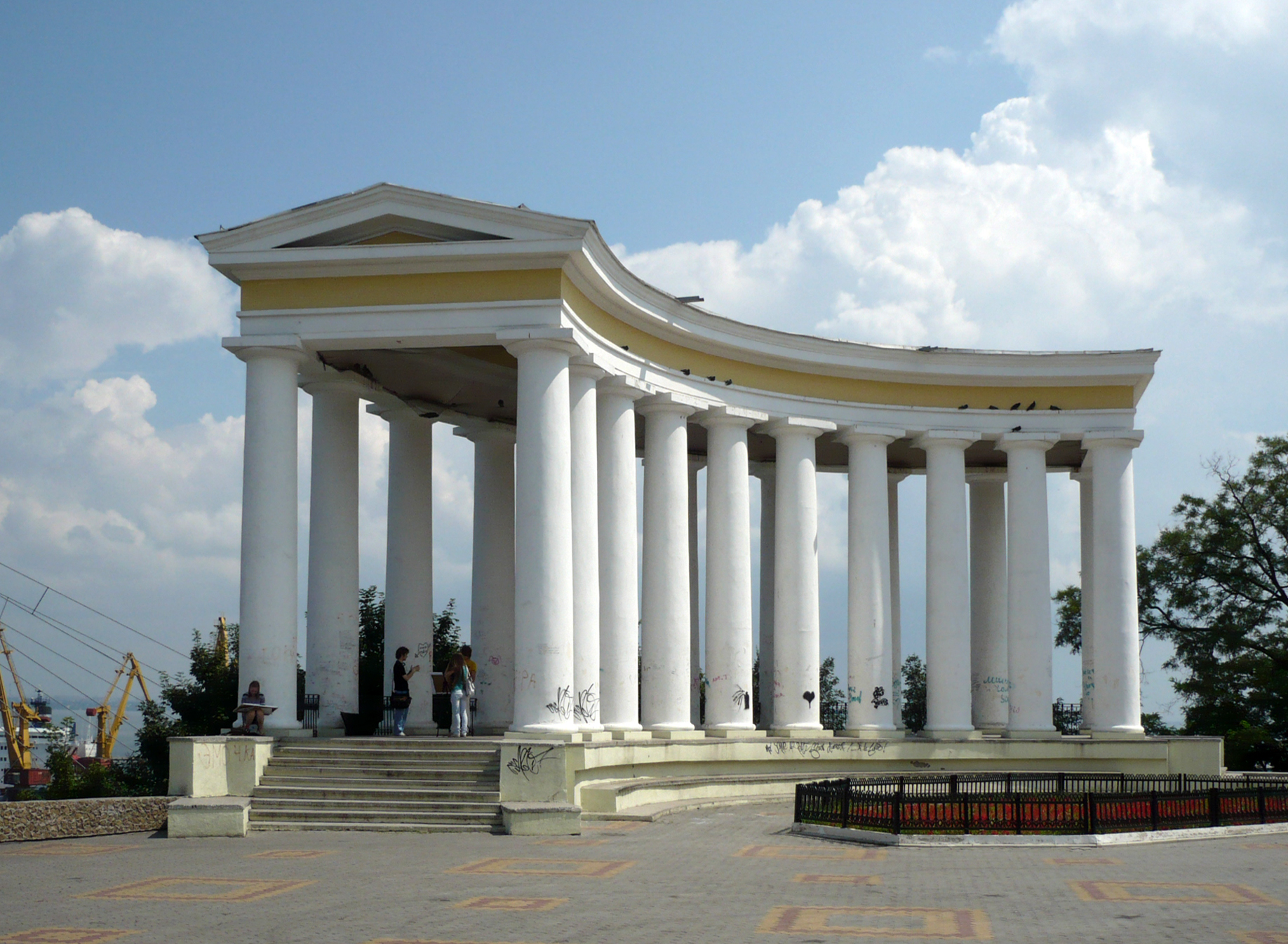
Kolumnada przy pałacu Woroncowa

Został zbudowany w latach 1827–1930 przez sardyńskiego architekta Franciszka Boffo dla generał-gubernatora odeskiego Michaiła Woroncowa na miejscu dawnej drewnianej siedziby poprzedniego zarządcy Odessy Armanda-Emmanuela du Plessis, ks. Richelieu. Obiekt do tego stopnia spodobał się gubernatorowi, że Boffo otrzymał zlecenie na projekt schodów prowadzących z miasta do portu. W 1906 roku w budynku zakwaterowano szkołę inżynieryjną, w czasie rewolucji bolszewickiej w 1917 roku miała tu swoją siedzibą miejscowa rada delegatów robotniczych i marynarskich. Od 1936 roku pałac mieścił dom pionierów.
W czasach ZSRR dokonano wyburzenia części kompleksu pałacowego, m.in. tzw. skrzydła Orłowa, obiekt ucierpiał także na skutek dwóch pożarów. W 1994 roku kompleks wzbogacił się o fontannę „Dzień i noc” autorstwa Michaiła Rewy.